# Elsa Pataky
Elsa Lafuente Medianu (Madrid, 18 de julio de 1976), conocida artísticamente como Elsa Pataky, es una actriz, modelo, productora y
periodista española.
Pataky saltó a la fama por su personaje como Raquel Alonso en la serie de televisión española Al salir de clase (1997-2002). A lo largo de su carrera ha trabajado en producciones estadounidenses, españolas, francesas, italianas y británicas; como Ninette (2005) y en la serie de películas The Fast and the Furious (2011-2017).

## Biografía

### Inicios
Hija de José Francisco Lafuente, un bioquímico español, y de Cristina Medianu Pataky, una publicista rumana. Sus padres se divorciaron cuando ella tenía cuatro años, asumiendo la custodia su padre, aunque a los 14 años de edad decidió ir a vivir con su madre. Tiene un hermano menor por parte de madre, Christian Prieto Medianu, nacido en 1991.
Su abuelo materno, Mircea Medianu, era actor y fue quien hizo descubrir a Elsa su afición por la interpretación. Adoptó el apellido "Pataky" de su abuela materna, Rosa Pataky, para iniciar su carrera como actriz.
Compaginó sus estudios de periodismo en la Universidad CEU San Pablo de Madrid con sus estudios de Arte Dramático. Se instruyó como actriz con Ángel Gutiérrez en el Teatro Cámara y en el Centro Cultural de Las Rozas de Madrid. Más tarde amplió sus estudios con Paco Pino.
Habla español y rumano como idiomas nativos, y se desenvuelve con fluidez en inglés, italiano y francés.

### Vida personal
Pataky mantuvo una relación entre 2004 y 2005 con el actor francés Michaël Youn, a quien conoció en el rodaje de Iznogoud. Posteriormente, tuvo una relación con el actor Adrien Brody, desde 2006 hasta 2009. Poco después, en 2009, tuvo una breve relación con el actor francés Olivier Martínez entre junio y agosto.
A comienzos de 2010 inició una relación con el actor australiano Chris Hemsworth, tras haberse conocido por algunos amigos en común. En septiembre de ese año, la pareja hizo su primera aparición pública en la inauguración del Museo de Arte del Condado de Los Ángeles, en California. El 25 de diciembre de 2010, Pataky se casó en secreto con Hemsworth en una playa de una isla de Indonesia. El 8 de mayo de 2012 dio a luz en Notting Hill, Londres, a la primera hija del matrimonio, India Rose, y el 18 de marzo de 2014, en el hospital Cedars Sinai de Los Ángeles, dio a luz a dos niños mellizos, llamados Tristán y Sasha. La familia reside en Byron Bay, Australia.

## Carrera

### Actriz
Sus primeras andaduras fueron de la mano de la televisión pública española TVE como azafata del programa de actuaciones El semáforo de Narciso Ibañez Serrador, presentado por Jordi Estadella y Marlene Morreau.
A la pequeña pantalla llega en 1997 gracias a un papel fijo en la serie de televisión Al salir de clase del canal Telecinco. En ella interpretó el personaje de Raquel, junto a otros actores como Daniel Huarte, Pilar López de Ayala, Hugo Silva, Miguel Ángel Muñoz, Alejo Sauras, Leticia Dolera y Carmen Morales, quienes también se dieron a conocer en esta ficción. Ese mismo año apareció en el cortometraje Solo en la buhardilla (1997). En 1998 apareció en la serie La vida en el aire, de TVE, y participó en un episodio de la serie Tio Willy, también de TVE.
En la gran pantalla, su carrera empezó en el año 2000 con la película El arte de morir (2000), un thriller juvenil en el que actuó junto a Fele Martínez, Gustavo Salmerón y Adrià Collado. Ese mismo año apareció en Tatawo (2000), de Jo Sol, y protagonizó la comedia romántica Menos es más (2000), del francés Pascal Jongen. En ella la actriz volvió a coincidir con el actor Sergio Peris-Mencheta. En el 2000 interviene también en dos episodios de la ficción española Hospital Central y en varios episodios de la serie de televisión Reina de Espadas.
En 2001 protagoniza junto a Kiti Manver la cinta Noche de reyes de Miguel Bardem y aparece con un pequeño papel en la película Sin noticias de Dios, de Agustín Díaz Yanes, junto a nombres como Penélope Cruz, Victoria Abril, Fanny Ardant y Gael García Bernal. En 2002 fue protagonista junto a Guillermo Toledo de la disparatada cinta Peor imposible, ¿qué puede fallar?, de David Blanco y José Semprún. Ese mismo año trabajó en la película para televisión Clara y apareció en un capítulo de la serie Paraíso, de TVE. Un año después estrenó la comedia de acción El furgón y la adaptación de la comedia Atraco a las 3... y media, junto a actores como Josema Yuste, Natalia Millán, Beatriz Rico, Manuel Alexandre y Carlos Larrañaga, entre otros. También en 2003 tuvo lugar el estreno de Beyond Re-animator, cinta de terror de Filmax en la que apareció junto al estadounidense Jeffrey Combs y el irlandés Jason Barry. Además, apareció en diversos episodios de la serie española Los Serrano, de Telecinco, protagonizada por Belén Rueda y Antonio Resines, así como en un capítulo de 7 vidas.
En 2004 estrenó el filme Romasanta, la caza de la bestia, del director y guionista Paco Plaza. En ella compartió cartel con Julian Sands, Gary Piquer y John Sharian. El largometraje Tiovivo c.1950, estrenado ese año, fue su primera colaboración junto al oscarizado director José Luis Garci. Un año más tarde apareció en la cinta francesa Iznogoud, junto al humorista y actor francés Michaël Youn y en otro film de Paco Plaza, en esta ocasión para televisión, Cuento de Navidad: películas para no dormir.
En 2005 estrenó también como protagonista una de sus películas más populares: Ninette, del cineasta José Luis Garci. La película fue una versión cinematográfica de la obra teatral de Miguel Mihura y recibió 7 nominaciones a los Premios Goya de la Academia de Cine de España. Además, fue una de las tres películas candidatas a representar a España en los Óscar. Posteriormente, en 2006, interpretó un breve papel en la cinta de New Line Cinema Serpientes en el avión, que protagonizó Samuel L. Jackson. En ella aparecieron también actores como Julianna Margulies y Taylor Kitsch. Un año después apareció en la secuela de la comedia romántica italiana Manuale D'Amore, junto a Monica Bellucci y Carlo Verdone.

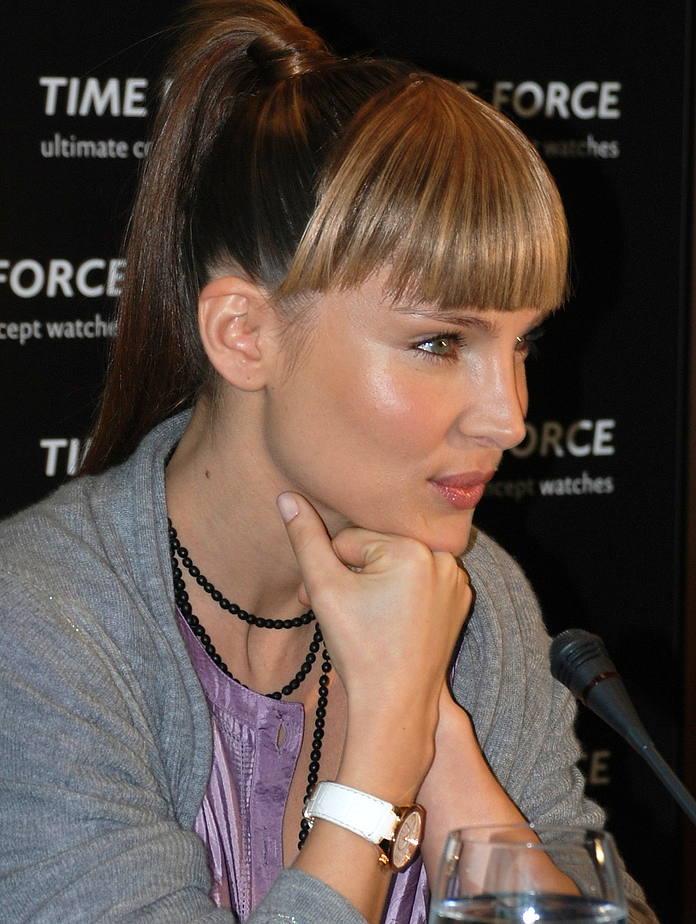
Elsa Pataky en 2007.

En 2008 participó en la película francesa de acción Skate or Die, producida por Pathé y Canal Plus. Ese mismo año estrena la comedia de ciencia ficción hispano-chilena Santos, junto a Guillermo Toledo, Javier Gutiérrez y Leonardo Sbaraglia. En 2009 estrenó Máncora, una coproducción entre Perú y España en la que ejerció de protagonista. La cinta fue nominada al Gran Premio del Jurado en el Festival de Cine de Sundance. Ese mismo año interviene con un papel principal en el largometraje independiente estadounidense El infierno de Malone, dirigido por Russell Mulcahy y en el que compartió cartel con Thomas Jane.
También en 2009 tiene lugar el estreno de Giallo, del italiano Dario Argento. Adrien Brody y Emmanuelle Seignier coprotagonizaron la película junto a Pataky. Finalmente, ese año grabó una participación para la serie de Televisa mexicana Mujeres asesinas transmitida por Las Estrellas. En 2010 intervino en el film británico Mr. Nice junto a Rhys Ifans, Chloe Sevigny, David Thewlis, Luis Tosar y Christian McKay. La película es una biopic de la vida de Howard Marks. Ese año protagoniza otra de sus películas más conocidas: Di Di Hollywood, del director Bigas Luna. Rodada en los estudios cinematográficos de Ciudad de la Luz de Alicante y en Los Ángeles, en ella aparece junto al modelo y actor Paul Sculfor y junto al veterano Peter Coyote. En Di Di Hollywood, Pataky interpreta a una actriz que sueña con triunfar en la meca del cine. 
Ese mismo año participó en la película de animación española de Filmax Copito de nieve (Floquet de Neu) interpretando a la "bruja del norte". Copito de nieve recaudó más de 3 millones de euros entre España e Italia. Luego, la actriz apareció en la película estadounidense Where the Road Meets the Sun, junto a Eric Mabius. La actriz estrenó en 2013 la película Londres: distrito criminal en algunos países. Esta ópera prima de George Isaac está protagonizada por Gabriel Byrne, Rufus Sewell y Toby Stephens.
Elsa rodó en Barcelona la película The Wine of Summer (2013), un proyecto en el que también forma parte de la producción, y en la que interpreta a Verónica, compartiendo cartel con la oscarizada Marcia Gay Harden, Ethan Peck, Sonia Braga y Najwa Nimri. Escrita y dirigida por Maria Matteoli, es una historia de amor ambientada en un radiante verano en España, en que varios personajes bohemios entrelazan sus vidas con el telón de fondo del mundo del vino.
En 2011 Pataky se hacía con un papel en la quinta entrega de Fast & Furious 5 (2011) de la franquicia The Fast and the Furious: A Todo Gas de Universal Pictures, interpretando el papel de Elena Neves, una íntegra policía que lucha contra la corrupción. Desde la fecha, trabajaría en las cuatro siguientes películas de la franquicia de A Todo Gas; Fast & Furious 6 (2013); Fast & Furious 7 (2015); Fast & Furious 8 (2017). En los filmes trabaja con los actores Vin Diesel, Paul Walker, Dwayne Johnson, Jordana Brewster, Jason Statham, Michelle Rodriguez, entre otros y bajo las órdenes del director James Wan.
En marzo de 2018, se confirmó el papel de Elsa Pataky como protagonista de la serie para televisión australiana Tidelands (La Tierra de las Mareas), serie de Netflix dirigida por Toa Fraser en la que interpreta a Arielle Cuthbert, una mujer mitad sirena mitad humana, dispuesta a proteger a su especie.
En 2022 filmó varias película: con Netflix la película Interceptor como la protagonista, la capitana J.J. Collins, con un cameo en la película Thor: Love and Thunder, protagonizada por su marido Chris Hemsworth, en la película musical francesa Carmen y en el thriller  Poker Face. En 2024 tuvo un doble papel en la película Furiosa: A Mad Max Saga, como la general Vuvalini y como Mr. Norton, un miembro de la banda de los villanos del filme.

### Escritora
En el verano de 2014 lanza junto con su entrenador personal Fernando Sartorius el libro Intensidad Max, en el que refleja todas las rutinas que realiza desde los 18 años para mantenerse en forma y mantener un cuerpo en perfecto estado.

### Modelo
El 2000, firmó un contrato de publicidad con la empresa Nestlé para la promoción de heladerías; apareció en la portada de la revista Doble Cero en 2001. En 2003 apareció en la edición española de la revista Playboy, en unas fotografías en blanco y negro donde aparece desnuda. En 2004 apareció en la portada de la revista Maxim entre otros. En 2005 fue elegida para anunciar la Guía Campsa junto con Fernando Tejero y apareció en las portadas de la revistas MAN, GQ en 2006, Elle en 2007, entre otros.
En el verano de 2007, cuando la revista Elle preparaba un reportaje con la actriz semidesnuda en las playas de Cancún. Durante la sesión de fotos, un intrépido paparazzi se colocó en la posición opuesta a los fotógrafos oficiales y logró captar las instantáneas desde un ángulo más atractivo: con sus pechos al descubierto. Fotos que finalmente vieron la luz en la revista Interviú provocando una auténtica batalla en los tribunales y que se saldó con una multa a la citada publicación, la cual nunca llegó a abonarse.
En 2008, firmó la campaña publicitaria para promocionar la colección de relojes de Time Force junto con Cristiano Ronaldo. En 2009 protagonizó una espectacular portada para la revista Elle donde aparecía recubierta con cientos de Cristales de Swarovski y otra portada de lujo para Elle en la que aparecía sin maquillar y sin retoques, este año también apareció en otras portadas de las revistas Citizen K, Hola!, Magazine entre otros.
En 2010 apareció en la portada de las revistas Glamour y Cosmopolitan entre otros. En 2010 aparecía en exclusiva en la portada de la revista Hola! vestida de novia, anunciando su boda secreta en una isla del Pacífico con el actor australiano Chris Hemsworth y 2011 salió otra vez a Hola! anunciando su primer embarazo. Durante la recta final de este embarazo, realizó una sesión para la revista Vogue.

## Filantropía
Elsa Pataky colabora activamente en la lucha contra el cáncer de mama en la Fundación Sandra Ibarra de Solidaridad Frente al Cáncer y en la Fundación de Investigación Oncológica FERO en España.
En 2009 protagonizó un calendario solidario para Stradivarius. En 2010 protagonizó un puzle solidario y en 2011 promocionó las planchas de pelo GHD, a las que contribuyó con su diseño Pink solidaria by Elsa Pataky. Las ventas y beneficios fueron a parar a proyectos de investigación del cáncer de mama.

## Filmografía completa

### Cine
| Año  | Título                             | Personaje                     | País                       |
| ---- | ---------------------------------- | ----------------------------- | -------------------------- |
| 1997 | Solo en la buhardilla              | Chica de la revista           | España                     |
| 2000 | Menos es más                       | Diana                         | España                     |
| 2000 | Tatawo                             | Blanca                        | España                     |
| 2000 | El arte de morir                   | Candela                       | España                     |
| 2001 | Noche de reyes                     | Marta Cuspineda               | España                     |
| 2001 | Sin noticias de Dios               | Camarera                      | España                     |
| 2002 | Peor imposible, ¿Qué puede fallar? | Fátima                        | España                     |
| 2003 | Atraco a las 3... y media          | Katya                         | España                     |
| 2003 | El furgón                          | Nina                          | España                     |
| 2003 | Beyond Re-Animator                 | Laura Olney                   | España                     |
| 2004 | Tiovivo c. 1950                    | Balbina                       | España                     |
| 2004 | Romasanta. La caza de la bestia    | Bárbara                       | España                     |
| 2005 | Ninette                            | Alejandra «Ninette»           | España                     |
| 2005 | Iznogoud                           | Prehti-Ouhman                 | Francia                    |
| 2006 | Snakes on a Plane                  | María                         | Estados Unidos             |
| 2007 | Manuale d'amore 2                  | Cecilia                       | Italia                     |
| 2008 | Santos                             | Laura Luna                    | Chile / España             |
| 2008 | Skate or Die                       | Dany                          | Francia                    |
| 2008 | Máncora                            | Ximena Saavedra               | [[Perú\| Perú]] / México   |
| 2009 | Giallo                             | Celine                        | Estados Unidos             |
| 2010 | DiDi Hollywood                     | Diana «DiDi» Díaz             | España                     |
| 2010 | Mr. Nice                           | Ilze Kadegis                  | España / Reino Unido       |
| 2010 | Give 'em Hell Malone               | Evelyn                        | Estados Unidos             |
| 2011 | Where the Road Meets the Sun       | Michelle                      | Singapur                   |
| 2011 | Fast Five                          | Elena Neves                   | Estados Unidos             |
| 2012 | The Wine of Summer                 | Verónica                      | Estados Unidos             |
| 2012 | All Things to All Men              | Sophia Peters                 | Reino Unido                |
| 2013 | Fast & Furious 6                   | Elena Neves                   | Estados Unidos             |
| 2015 | Furious 7                          | Elena Neves                   | Estados Unidos             |
| 2017 | The Fate of the Furious            | Elena Neves                   | Estados Unidos             |
| 2018 | 12 Strong                          | Jean Nelson                   | Estados Unidos             |
| 2022 | Interceptor                        | J.J. Collins                  | Estados Unidos             |
| 2022 | Thor: Love and Thunder             | Wolf Woman                    | Estados Unidos             |
| 2022 | Carmen                             | Gabrielle                     | Francia / Australia        |
| 2022 | Poker Face                         | Penélope                      | Estados Unidos             |
| 2024 | Furiosa: A Mad Max Saga            | Mr. Norton / Vuvalini General | Estados Unidos / Australia |

#### Doblaje
| Año  | Título          | Personaje       | Notas             | País           |
| ---- | --------------- | --------------- | ----------------- | -------------- |
| 2005 | Robots          | Cappy           | Voz de doblaje    | Estados Unidos |
| 2011 | Copito de nieve | Bruja del Norte | Voz del personaje | España         |
| 2015 | Ozzy            | Maddie          | Voz del personaje | España         |

### Televisión

#### Series
| Año       | Título             | Personaje         | Notas                                     | País      |
| --------- | ------------------ | ----------------- | ----------------------------------------- | --------- |
| 1997–1999 | Al salir de clase  | Raquel Alonso     | Principal; 189 episodios (Temporadas 1-2) | España    |
| 1998      | Tio Willy          | Elena             | Recurrente; 10 episodios                  | España    |
| 1998      | La vida en el aire | Barbi             | 2 episodios                               | España    |
| 2000      | Hospital Central   | Maribel           | 2 episodios                               | España    |
| 2000–2001 | Reina de Espadas   | Vera Hidalgo      | Protagonista; 13 episodios                | Canadá    |
| 2002      | Paraíso            | Luisa             | 1 episodio                                | España    |
| 2003      | 7 vidas            | Cristina          | 1 episodio                                | España    |
| 2003–2004 | Los Serrano        | Raquel Albaladejo | Principal; 11 episodios (Temporada 2)     | España    |
| 2009      | Mujeres asesinas   | Paula Moncada     | 1 episodio                                | México    |
| 2018      | Tidelands          | Adrielle Cuthbert | Protagonista; 8 episodios                 | Australia |
| 2025      | Matices            | Eviana Marlow     | Principal; 5 episodios                    | España    |

#### TV Movies
| Año  | Título            | Personaje | Notas                  | País   |
| ---- | ----------------- | --------- | ---------------------- | ------ |
| 2002 | Clara             | Clara     | Película de televisión | España |
| 2005 | Cuento de Navidad | Ekran     | Película de televisión | España |

## Distinciones
| Premios y nominaciones | Premios y nominaciones    | Premios y nominaciones              | Premios y nominaciones | Premios y nominaciones | Premios y nominaciones |
| Año                    | Premio                    | Categoría                           | Trabajo nominado       | Resultado              |                        |
| ---------------------- | ------------------------- | ----------------------------------- | ---------------------- | ---------------------- | ---------------------- |
| 2002                   | Premios Gredos            | Mejor promesa del cine español      | -                      | Ganadora               |                        |
| 2010                   | Festival de Cine de Capri | Mejor actriz                        | Giallo                 | Ganadora               |                        |
| 2011                   | Premios People en Español | Mejor crossover                     | Fast Five              | Nominada               |                        |
| 2011                   | TOP Glamour               | Premio por su carrera internacional | -                      | Ganadora               |                        |
| 2013                   | Premios Yo Dona           | Mejor labor profesional             | -                      | Ganadora               |                        |